# Alfredo Alanoca
Alfredo Miguel Alanoca Choque (El Alto, 20 de marzo de 1996) es un futbolista boliviano que se desempeña como centrocampista y su equipo actual es Always Ready de la Primera División de Bolivia.
En 2023 debutó en la Primera División de Bolivia con la camiseta de Always Ready y se convirtió en el primer jugador nacido en la ciudad de El Alto en debutar en la liga boliviana.

## Trayectoria

### Inicios en Ramiro Castillo
Tras su formación en las filas inferiores del Club Ramiro Castillo, en 2016 subió al primer equipo, con el que obtuvo el título de la Asociación de Fútbol de La Paz.

### FATIC
En 2019 fue fichado por FATIC, con su nuevo equipo obtuvo el tricampeonato local 2020-2021-2022 y jugó la Copa Simón Bolívar.

### Always Ready
En 2023 finalmente se anunciaba su fichaje por parte del Club Always Ready, tras ser fichado por el equipo millonario, el 10 de febrero Alanoca debutó oficialmente en el campeonato de la liga ante Libertad Gran Mamoré, siendo sustituido al minuto 46' por Moisés Paniagua. El 2 de marzo se estrenó en la Copa Libertadores de América, en la derrota 1-3 sobre Magallanes, sustituyendo a Dorny Romero al minuto 73. De esta manera se convirtió en el primer jugador nacido en El Alto en debutar en la Primera División y en torneos internacionales oficiales.

## Clubes
| Club            | País    | Año           |
| --------------- | ------- | ------------- |
| Ramiro Castillo | Bolivia | 2016-2018     |
| FATIC           | Bolivia | 2019-2022     |
| Always Ready    | Bolivia | 2023-presente |

## Palmarés

### Títulos regionales
| Título             | Club            | País    | Año  |
| ------------------ | --------------- | ------- | ---- |
| AFLP - Primera "A" | Ramiro Castillo | Bolivia | 2016 |
| AFLP - Primera "A" | FATIC           | Bolivia | 2020 |
| AFLP - Primera "A" | FATIC           | Bolivia | 2021 |
| AFLP - Primera "A" | FATIC           | Bolivia | 2022 |